# Andry Rajoelina
Andry Nirina Rajoelina, född 30 maj 1974 i Antananarivo, är Madagaskars president sedan 16 december 2023. Han var dessförinnan Madagaskars president 2009–2014 samt 2019–2023.
Han var även "tillförordnad" president från den 17 mars 2009 fram till den 25 januari 2014, tillsatt av landets militär. Han var tidigare (december 2007–februari 2009) borgmästare i huvudstaden Antananarivo. Han var länge en av landets ledande oppositionspolitiker för Tanora Gasy Vonona (TGV).
Rajoelina var tidigare DJ. Han startade tv- och radiostationen VIVA som, enligt regeringsbeslut, stängdes den 17 december 2008 sedan man sänt en intervju med den tidigare statschefen Didier Ratsiraka. Rajoelina uppmanade sina sympatisörer till generalstrejk och gatudemonstrationer. I slutet av januari förklarade Rajoelina att han ville göra sig av med Ravalomananas regim, som han betraktade som diktatorisk, och själv leda landet under en tvåårig övergångsperiod under vilken allmänna val skulle förberedas och utlysas.  President Marc Ravalomanana svarade med att avsätta Rajoelina från borgmästarposten vilket resulterade i massprotester på gator och torg.
Den 19 februari 2009 intogs fyra av landets ministerier av tusentals anhängare till Rajoelina. Rajoelina utsåg genast fyra "ministrar" som bytte lås i dörrarna och började installera sig. Dagen därpå stormades byggnaderna av skjutande polis. Minst 50 personer greps och ett flertal skadades. Den 17 mars avgick presidenten Marc Ravalomanana till följd av oroligheterna och lämnade makten till militären. Militärledningen lämnade dagen därefter officiellt ifrån sig statschefsskapet till Rajoelina.
Rajoelina har kallats den yngste mannen någonsin som har genomfört en statskupp.
Han ledde landet under en "demokratiseringperiod" (han förbjuder demonstration och satt i fängelse många politiker från oppositionen) och efterträddes som president av Hery Rajaonarimampianina den 25 januari 2014, efter att denne vunnit det första demokratiska presidentvalet på många år.
I juni 2023 ledde avslöjandet av den franska nationaliteten till att en parlamentarisk utredning inleddes, följt av att en grupp medborgare från den madagassiska diasporan i Frankrike förhörde Högsta författningsdomstolen. Enligt madagassisk lag så får inte en person som inte har madagassisk nationalitet leda landet och vara Madagaskars president. Andry Rajoelina fick efter att ha ansökt om fransk nationalitet vid 40-årsåldern och förlorat automatiskt sin madagassisk nationalitet. .